# Phòng thí nghiệm

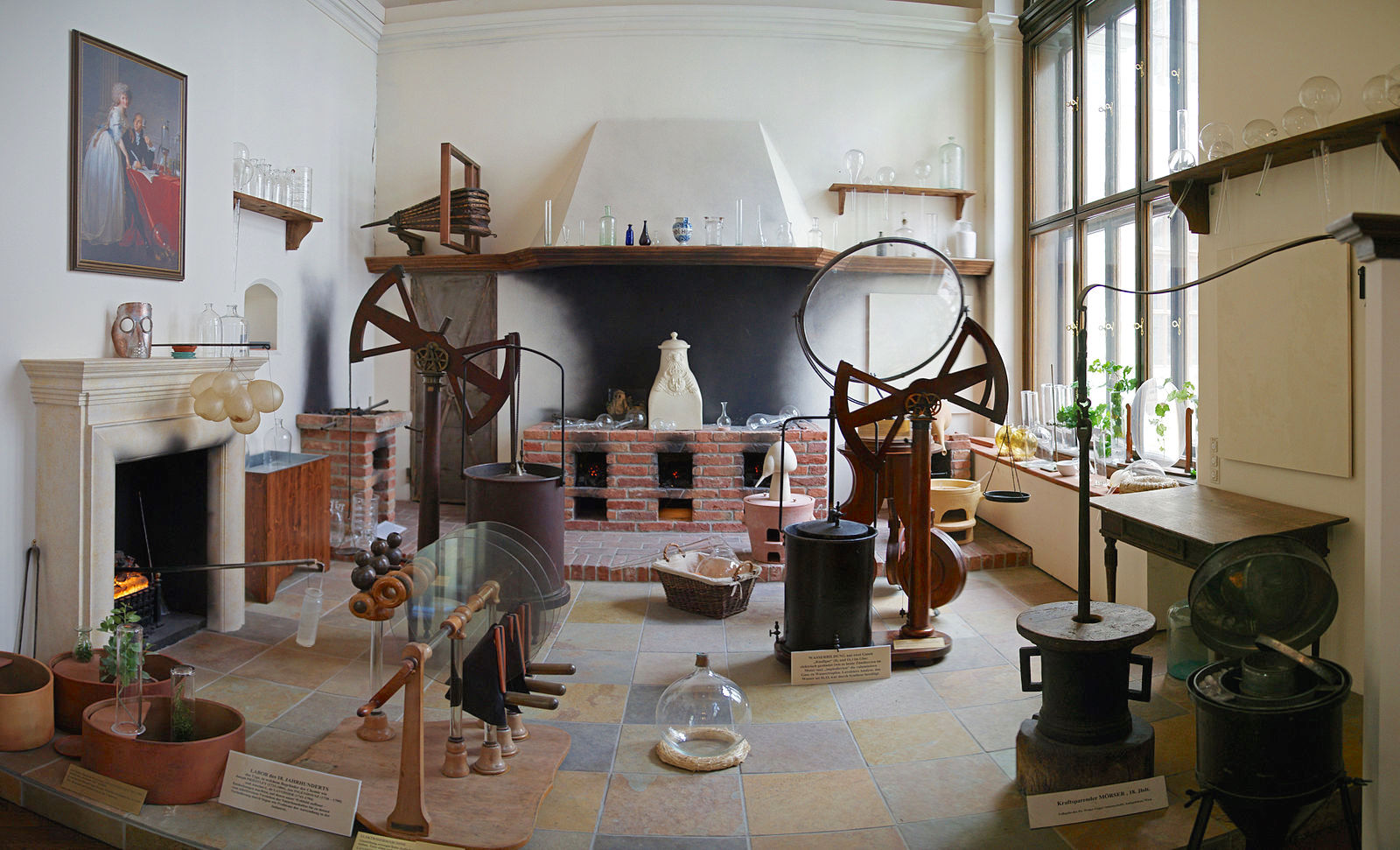
Một phòng thí nghiệm ở Viên thế kỷ 18

Phòng thí nghiệm hay phòng thực nghiệm, phòng lab (tiếng Anh: Laboratory) là một cơ sở được thiết kế, xây dựng nhằm cung cấp các điều kiện, có đảm bảo an toàn cho việc triển khai các thí nghiệm, thực nghiệm trên các lĩnh vực đặc biệt là các lĩnh vực tự nhiên (sinh - lý - hóa....) phục vụ cho mục đích nghiên cứu khoa học. Phòng thí nghiệm có thể là một căn phòng trong một tòa nhà, công trình hoặc là một tòa nhà công trình riêng biệt chuyên để thực hiện các thí nghiệm.

## Tổng quan
Phòng thí nghiệm khoa học có thể được tìm thấy trong các trường học và các trường đại học. Phòng thí nghiệm được sử dụng cho nghiên cứu khoa học dưới nhiều hình thức vì các yêu cầu khác nhau của các chuyên gia trong các lĩnh vực khác nhau cũng như đối tượng nghiên cứu, thực hiệm khác nhau. 

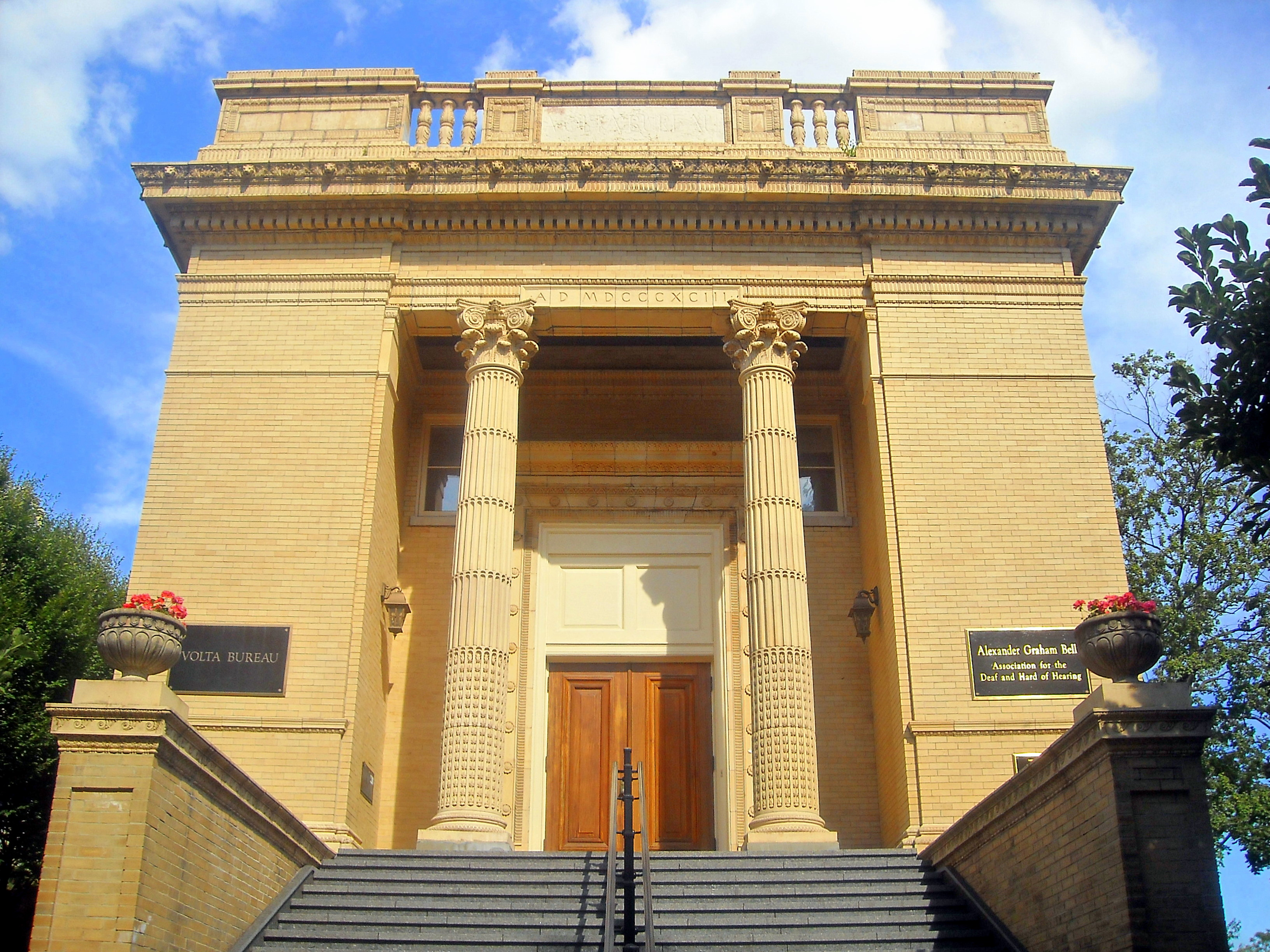
Một công trình xây dựng dành cho việc thí nghiệm tại Mỹ

Một phòng thí nghiệm vật lý có thể chứa một máy gia tốc hạt hoặc buồng chân không, trong khi một phòng thí nghiệm luyện kim có thể có thiết bị dùng để đúc hoặc tinh chế kim loại. Một phòng thí nghiệm hóa học hoặc sinh học với các loại hóa chất, mùi, màu, trong khi một phòng thí nghiệm của nhà tâm lý học có thể là một căn phòng với gương một chiều và máy ảnh ẩn trong đó để quan sát hành vi của đối tượng.
Có thể kể đến một số phòng thí nghiệm thông dụng gồm:
- Phòng thí nghiệm hóa học, vật lý
- Phòng thí nghiệm chiếu phim hoặc phòng tối
- Phòng thí nghiệm máy tính
- Phòng thí nghiệm phương tiện truyền thông
- Phòng thí nghiệm y tế
- Phòng thí nghiệm y tế công cộng
- Phòng thí nghiệm bí mật để sản xuất các loại thuốc hoặc các công nghệ bất hợp pháp